# Pink (Victoria's Secret)
PINK es una  línea de ropa y de lencería de la marca Victoria's Secret, antigua subsidiaria de L Brands y dirigida a un público femenino más juvenil. La marca está enfocada desde las adolescentes (de 13 a 18 años) hasta las jóvenes adultas (de 18 a 25 años).
PINK tuvo un segmento regular en el Victoria's Secret Fashion Show, el cual terminó en 2018. 
Las ventas de la empresa fueron muy rápidas en sus inicios, alcanzando los mil millones de dólares en 2010. En 2018 aparecieron informes de una disminución del consumo por el cambio de preferencias del público.

## Historia

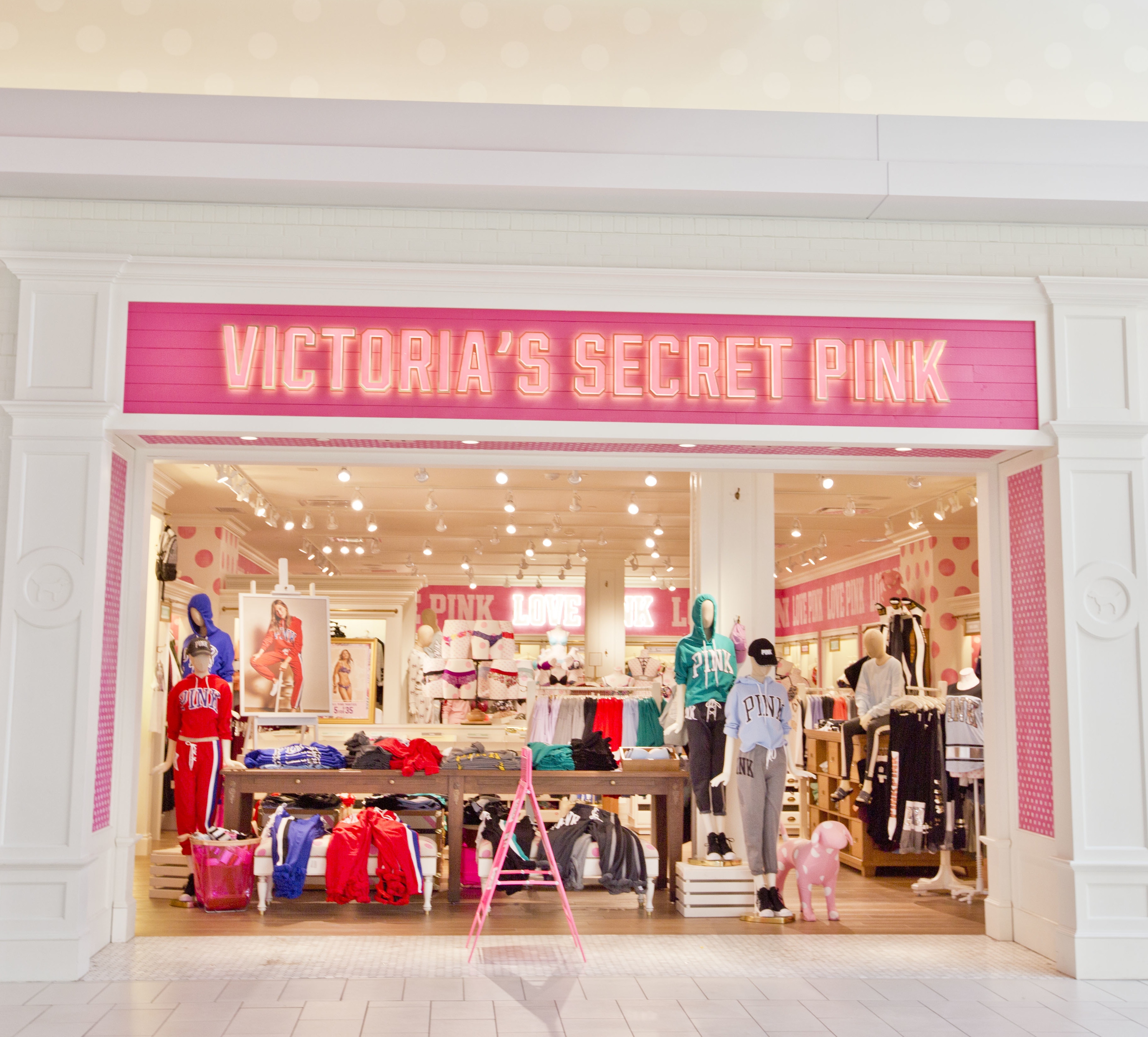
Tienda de PINK en Vancouver, BC, Canadá

El 16 de octubre de 2002, Victoria's Secret anunció en lanzamiento de PINK, la nueva sub-marca y línea de productos. Aunque originalmente, PINK era para las chicas adolescentes, la marca cambió su enfoque a uno en que se incluyeran, no solo adolescentes, sino también adultas jóvenes o universitarias.
El primer producto de PINK se lanzó en 2003 en algunas tiendas concretas, lanzándose a nivel global en julio de 2004. Las tiendas de PINK normalmente se han colocado al lado de las tiendas de Victoria's Secret.
La marca PINK vende ropa interior, bañadores, pijamas, ropa de estar por casa, productos de belleza y accesorios. La marca se lanzó estratégicamente para asegurar el futuro de Victoria's Secret y de sus clientas (mayores de 21 años).
La competencia de PINK en el mercado de lencería juvenil son las marcas Abercrombie & Fitch y Aerie.
En 2006, los pijamas y pantalones deportivos de la marca se empezaron a hacer populares entre los adolescentes y preadolescentes.
En los 2000, las ventas de PINK crecieron rápidamente, obligándolos a construir más tiendas por todo el país. En 2010, las ventas de PINK alcanzaron los mil millones de dólares. El 1 de noviembre de 2009, PINK abrió su primera tienda en Canadá, antes incluso que la primera tienda de Victoria's Secret en el país, que se abrió el 12 de agosto de 2010.
Tras trabajr como líder ejecutivo para L Brands y para Bath and Body Works, Richard Dent se unió al equipo directivo de PINK en 2005. Dent tuvo varios puestos claves en PINK, incluyendo los puestos de director de operaciones, vicepresidente y codirector de la división. Bajo su liderazgo, PINK obtuvo colaboraciones con la Liga Nacional de Fútbol Americano (NFL), las Grandes Ligas de Béisbol (MLB) y con la Collegiate Licensing Company para el uso de los nombres de sesenta universidades americanas para una colección de PINK Esta colección se llamó "Collegiate" y fue lanzada en julio de 2008. En 2009, Richard Dent decidió ampliar la colección e incluir nombres de colegios y universidades históricamente negras (la HBCU) tras la petición de un estudiante de la Universidad de Howard
En 2011, Denise Landman fue nombrada directora ejecutiva de PINK y ocupó el cargo siete años, hasta que se retiró en 2018. En 2019, Amy Hauk fue seleccionada para el puesto vacante de directora ejecutiva tras la salida de Denise Landman
La marca de PINK se ha promocionado mediante giras universitarias, y en 2011, la marca sacó una colección junto a los equipos de la NFL para añadir sus logos en las prendas para adolescentes y universitarias.
En marzo de 2013, PINK lanzó una campaña publicitaria para promover su nueva línea de ropa interior, "Bright Young Things", dirigida a adolescentes y preadolescentes. Esta colección obtuvo respuestas negativas del público, ya que la ropa interior contenía frases como "llámame", "me siento afortunada" o "salvaje". Tras una petición en Change.org, que reunió más de 24 000 firmas, Victoria's Secret eliminó los artículos de su página web y rectificó, diciendo que la colección era para mujeres jóvenes adultas y universitarias.
En 2018, aparecieron informes sobre una disminución de ventas de la marca. Esto se dio tras los cambios de preferencias de los consumidores respecto a la ropa deportiva, así como a la poca inclusión de cuerpos que la Victoria's Secret tenía.
Según los analistas, PINK ha sido más flexible y ha sabido adaptarse a las peticiones tras la avalancha de controversias y críticas que sufrió en 2019 y 2020.
En 2020, PINK tenía un total de 141 tiendas físicas, todas ellas anexas a las tiendas de Victoria's Secret.

## Marketing

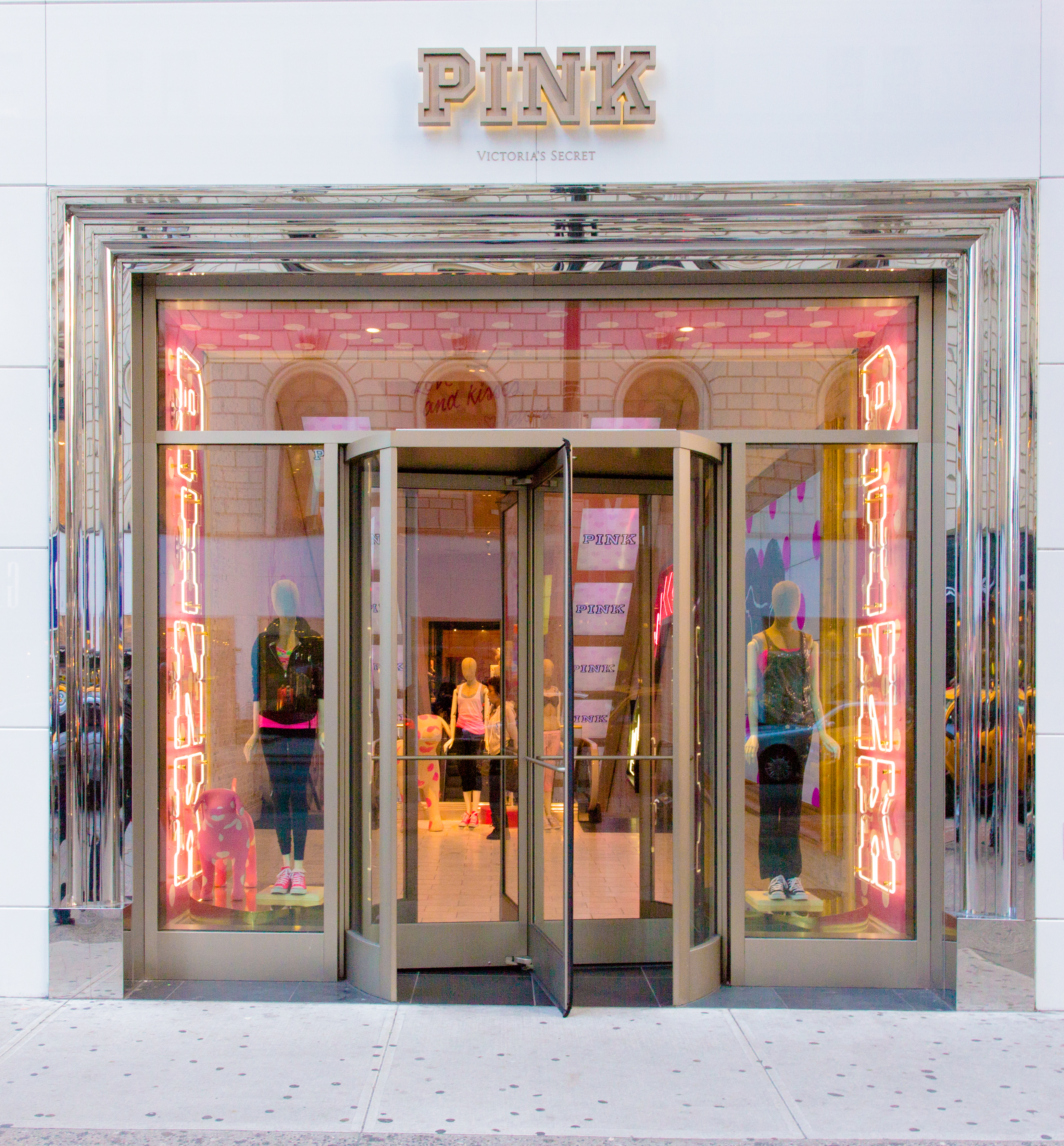
Tienda de PINK en Nueva York

PINK es una sub-marca de Victoria's Secret, propiedad de la empresa L Brands. Victoria's Secret era una subsidiaria de L Brands, y las ventas de PINK se añadían a las de Victoria's Secret. 
En una carta a los accionistas en 2009, el fundador de la empresa, Les Wexner, afirmó que PINK había traído "vitalidad, juventud, energía y nuevos clientes" a Victoria's Secret.

### Modelos
La marca PINK tiene a sus propias portavoces, que son las embajadoras de la marca. La primera modelo de color en ser portavoz de la marca fue Zuri Tibby en 2016.
| Nacionalidad   | Modelo              | Contrato  |
| -------------- | ------------------- | --------- |
| Brasil         | Alessandra Ambrosio | 2004–2006 |
| Canadá         | Jessica Stam        | 2006–2007 |
| Australia      | Miranda Kerr        | 2006–2009 |
| Namibia        | Behati Prinsloo     | 2008–2011 |
| Australia      | Jessica Hart        | 2011–2013 |
| Suecia         | Elsa Hosk           | 2011–2014 |
| Estados Unidos | Raquel Hilbert      | 2015–2017 |
| Estados Unidos | Gracia Elizabeth    | 2016–2018 |
| Estados Unidos | Zuri Tibby          | 2016–2018 |
| Estados Unidos | Maggie Laine        | 2018      |

PINK tiene una colección universitaria que se centra en la importancia de los deportes universitarios públicos. Esta campaña se inició en 2008 bajo las órdenes de Richard Dent. 

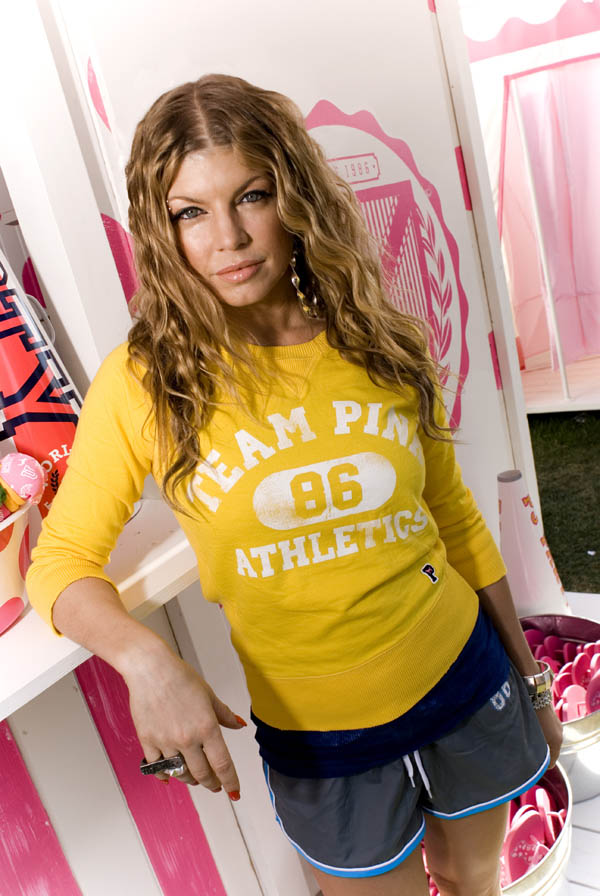
La cantante Fergie vistiendo una camiseta de PINK en julio de 2007.

La marca se ha asociado con la MLB y con la NFL para diversas colecciones promocionadas por las modelos Behati Prinsloo, Chanel Iman, Erin Heatherton o Candice Swanepoel. Desde entonces, portavoces de PINK como Elsa Hosk o Jessica Hart, han asistido a distintos eventos deportivos para promocionar las colecciones de PINK junto a la MLB y la NFL.
A partir de 2010, la marca comercializó su línea de productos en unas fiestas organizadas en las vacaciones de primavera. Esta línea fue promocionada por modelos como Behati Prinsloo, Chanel Iman, Elsa Hosk, Rachel Hilbert, Sara Sampaio o Devon Windsor, así como por un invitado masculino, como lo llegaron a ser Alexander Ludwig, Nick Jonas, Cody Simpson o Diego Boneta.
PINK, a través de la campaña "PINK Nation" ha promocionado sus productos mediante fiestas en distintos campus universitarios junto a artistas populares. En 2014, Iggy Azalea se juntó con PINK y celebraron la campaña en el campus de la Universidad de Nevada, Las Vegas.
Otras modelos como Taylor Hill, Emily DiDonato, Jessica Strother o la celebridad Ashlee Simpson, también han aparecido en campañas de PINK.
Kylie Bisutti, exmodelo de Victoria's Secret, encabezó distintos eventos de PINK, llamados "PINK to Purpose", de 2013 a 2015, y luego, de nuevo en 2018. Estos eventos fueron descritos como un apoyo o estímulo para que las mujeres "dejen de lado su estilo de vida PINK y que se centren en encontrar un PROPÓSITO". Bisutti describió su pasado con PINK como un pasado de "relaciones falsas y rotas".
PINK tuvo una fuerte controversia en 2018, cuando el director de marketing de L Brands, Ed Razek, dio una entrevista con Vogue en la que habló en contra de la inclusión de modelos de talla grande y modelos transexuales en los desfiles de Victoria's Secret. En agosto de 2019, PINK contrató a Valentina Sampaio, modelo transexual, y pocos días después del anuncio, Ed Razek anunció su renuncia.

### Victoria's Secret Fashion Show

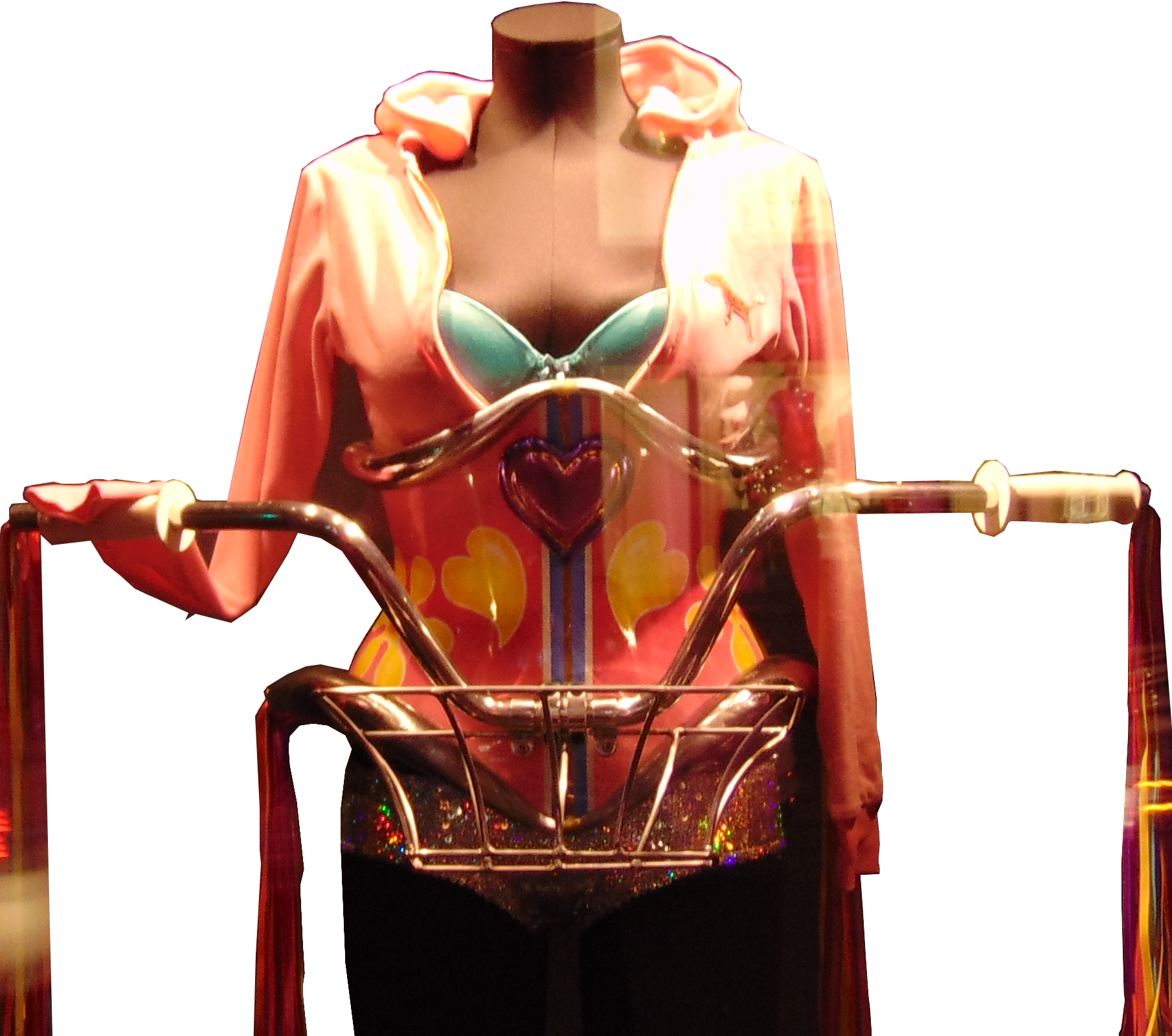
El corsé de bicicleta, del segmento "Pink Ball" del Victoria's Secret Fashion Show de 2012

Desde 2006 hasta 2018, cuando se hizo el último desfile, siempre ha habido un segmento en el Victoria's Secret Fashion Show para PINK. 
En 2007, la marca organizó un evento con las modelos y portavoces Miranda Kerr, Jessica Stam y Rosie Huntington-Whiteley. Este evento fue un concurso llamado "PINK Road Trip to the Runway", en el que la ganadora obtenía un puesto en el desfile de ese año. En 2007, la ganadora fue Katie Wile.
El segmento de PINK en los shows, normalmente iba acompañado de canciones de artistas populares del momento. Desde 2010 hasta 2018, el segmento de PINK ha contado con actuaciones de cantantes como Katy Perry, Justin Bieber o Bruno Mars, entre otros. Katy Perry fue la primera cantante que hizo una actuación en directo para el segmento de PINK en 2010, interpretando un popurrí de canciones de su álbum Teenage Dream.
En 2012, Justin Bieber actuó en el segmento de PINK, en el que apareció en famoso corsé de bicicleta, con su manillar y su serpentina. El corsé fue llevado por Jessica Hart.
En 2013, PINK promocionó su marca haciendo fiestas para ver el desfile de Victoria's Secret en directo, como ocurrió en la Universidad de West Virginia en 2013.
PINK en el Victoria's Secret Fashion Show
| Año  | Nombre del segmento    | Primera modelo  | Última modelo              | Cantante                             | Canción                                                   | Estilo               |
| ---- | ---------------------- | --------------- | -------------------------- | ------------------------------------ | --------------------------------------------------------- | -------------------- |
| 2006 | PINK                   | Jessica Stam    | Doutzen Kroes              | Kelis                                | "Bossy" y "Entrance of the Gladiators"                    | Grabación (mashup)   |
| 2007 | PINK                   | Miranda Kerr    | Flavia De Oliveira         | The Vines                            | "Get Free"                                                | Grabación            |
| 2008 | PINK Planet            | Behati Prinsloo | Flavia De Oliveira         | The Ting Tings y Montefiori Cocktail | "That's Not My Name" and "Hu Ha"                          | Grabación            |
| 2009 | PINK Planet            | Behati Prinsloo | Shannan Click              | Kings of Leon yThe Four Tops         | "Use Somebody" and "It's the Same Old Song"               | Grabación            |
| 2010 | PINK                   | Behati Prinsloo | Chanel Iman                | Katy Perry                           | "Teenage Dream" / "Hot n Cold" / "California Gurls"       | En directo (popurrí) |
| 2011 | Club PINK              | Erin Heatherton | Karlie Kloss               | Nicki Minaj                          | "Super Bass"                                              | En directo           |
| 2012 | PINK Ball              | Jessica Hart    | Jourdan Dunn               | Justin Bieber                        | "Beauty and a Beat"                                       | En directo           |
| 2013 | PINK Network           | Ieva Lagūna     | Monika Jagaciak            | Neon Jungle                          | "Trouble"                                                 | En directo           |
| 2014 | University of PINK     | Elsa Hosk       | Monika Jagaciak            | Ariana Grande                        | "Love Me Harder" / "Bang Bang" / "Break Free" / "Problem" | En directo (popurrí) |
| 2015 | PINK USA               | Taylor Hill     | Taylor Hill y Megan Puleri | Selena Gomez                         | "Hands to Myself" / "Me & My Girls"                       | En directo (popurrí) |
| 2016 | PINK Nation            | Grace Elizabeth | Dilone                     | Bruno Mars                           | "Chunky"                                                  | En directo           |
| 2017 | PINK Millennial Nation | Grace Elizabeth | Zuri Tibby                 | Jane Zhang                           | "Work For It" / "808" / "Dust My Shoulders Off"           | En directo           |
| 2018 | PINK                   | Grace Elizabeth | Maggie Laine               | Bebe Rexha                           | "I'm a Mess"                                              | En directo           |